# 古畑奈和
古畑奈和（1996年9月15日—）是日本偶像藝人，為女子偶像團體SKE48 Team KII成員，並曾兼任AKB48成員，愛知縣出身，所屬經紀公司為株式會社Zest。由於在握手會等與歌迷互動的活動中表現出色，被評價為「48集團第一神對應」而逐漸打開知名度。

## 經歷
古畑在2011年10月16日時通過SKE48第5期生甄選，獲得暫定合格的資格，其甄選會中演唱的自選曲為SKE48的第二張單曲作品《藍天下的單相思》（青空片想い）。隔月的11月26日，古畑於「SKE48 Request Hour Set List Best 50 2011」（SKE48 リクエストアワーセットリストベスト50 2011）演唱會的第一天日程中，與其他12名五期研究生一同公開亮相，正式進入演藝界。在經過為期約10個月的研究生生活之後，於2012年8月29日、SKE48劇場封閉改裝之前的最後一次公演中，由營運單位宣布將與其他5名研究生一同升格為SKE48的正式成員，是新加入Team E的三人之一。
自2013年起古畑逐漸獲得48集團幕後營運團隊的重視，於2月與5月所發行的AKB48單曲唱片《So long!》與《再見自由式》中，古畑連續兩次入選以小分組「Under Girls」的名義演唱的B面曲《Waiting room》與《玫瑰的果實》。除此之外在4月28日於日本武道館所舉辦的演唱會「AKB48集團臨時總會～黑白分明！～」（AKB48 グループ臨時総会～白黒つけようじゃないか！～）第三日活動末尾的營運訊息發表中，古畑被列入要至AKB48兼任的姊妹團體成員名單內，接替石田安奈在AKB48的兼任位置，成為Team K的成員。
2017年6月17日，於「AKB48第49張單曲選拔總選舉」中以40,202票獲得第14名，成為第49張單曲的選拔成員，此外也是首次憑藉總選舉而成為AKB48選拔組的一員。
2018年6月16日，於「AKB48第53張單曲世界選拔總選舉」中以45,688的票數獲得第15名，進入AKB48選拔總選舉的選拔組。

## 人物
古畑在劇場表演時使用的自我介紹詞是「不跟我交換迷人的笑容嗎？我是輕飄飄的天然、有點笨拙的古畑奈和。」（私と素敵な笑顔の交換をしてくれますか？ふんわりナチュラル、ちょっぴりドジな古畑奈和です）古畑的官方暱稱是與本名相同的「Nao」（なお），但同期加入、交情要好的Team KII成员山田瑞穗（山田みずほ）卻是以「青蛙」（かえる）稱呼之。
因為長相與聲音酷似女演員堀北真希，古畑曾被媒體或歌迷稱呼為「名古屋的堀北」。但是真正讓她受到注目的卻是因為在握手會中對歌迷的互動親切獲得高度好評，而在歌迷間漸漸流傳她是48集團中排名第一的「神對應」成員之說法，並將她在握手會中以跳躍的方式移動到攤位入口迎接歌迷的動作稱為「古畑跳」（古畑ジャンプ）。甚至因此被邀請至日本電視台的綜藝節目《真的假的》（ガチガセ）中現場示範，並獲得包括姊妹團體前輩高橋南、主持人田村淳與來賓柴田理惠等多位資深女藝人在內的演藝界前輩一致好評。

## 音樂

### SKE48單曲CD
|      | 發行 日期      | 單曲名稱                 | 參與歌曲名稱                    | 分隊名義          | 收錄 版本            | MV | 備註                  |
| ---- | -------------- | ------------------------ | ------------------------------- | ----------------- | -------------------- | -- | --------------------- |
| 8th  | 2012年 1月25日 | 單戀Finally （片想いFinally）         | 迄今為止的事、從今以後的事 （今日までのこと、これからのこと） |                   | Type-A Type-B Type-C |    | 參與時仍為研究生      |
| 9th  | 5月16日        | I love you 我愛你！ （） | 光暈 （ハレーション）                       | Selection 8 （セレクション8）  | Type-A               |    | 參與時仍為研究生      |
| 9th  | 5月16日        | I love you 我愛你！ （） | 耀眼的晴空 （目が痛いくらい晴れた空）                 | 研究生            | Type-A Type-B Type-C |    | 參與時仍為研究生      |
| 10th | 9月19日        | 即使接吻也是左撇子 （キスだって左利き）  | 鳥兒不知藍天之際 （鳥は青い空の涯を知らない）           | 紅組              | Type-B 劇場盤        | ★  |                       |
| 11th | 2013年 1月20日 | 巧克力的奴隸 （チョコの奴隷）        | 追逐Shadow （追いかけShadow）                 | 紅組              | Type-C               |    |                       |
| 12th | 7月17日        | 美麗的閃電 （）          | 美麗的閃電                      |                   | 全版本               | ★  | 首度獲選SKE48單曲選拔 |
| 12th | 7月17日        | 美麗的閃電 （）          | 莎啦啦的日曆 （シャララなカレンダー）               | Team E            | Type-C               | ★  |                       |
| 13th | 11月20日       | 贊成卡哇伊！ （）        | 贊成卡哇伊！                    |                   | 全版本               | ★  |                       |
| 13th | 11月20日       | 贊成卡哇伊！ （）        | 道路為什麼繼續下去？ （道は なぜ続くのか?）       | 愛知豐田選拔 （愛知トヨタ選抜） | 全版本               |    |                       |
| 14th | 2014年 1月20日 | 未来是什么？ （）        | 未来是什么？                    |                   | 全版本               | ★  |                       |
| 14th | 2014年 1月20日 | 未来是什么？ （）        | GALAXY of DREAMS                | GALAXY of DREAMS  | Type-A               | ★  |                       |
| 14th | 2014年 1月20日 | 未来是什么？ （）        | 想要约你见面 （待ち合わせたい）               | Team E            | Type-D               | ★  |                       |

- 標註有「★」符號者表示該首歌曲有拍攝對應的MV，且古畑奈和也參與了影片拍攝。

### SKE48專輯CD
|     | 發行 日期      | 專輯名稱                | 參與歌曲名稱    | 分組名義 | 備註     |
| --- | -------------- | ----------------------- | --------------- | -------- | -------- |
| 1st | 2012年 9月19日 | 不會忘記這天的鐘聲 （） | 蜜蜂女孩 （みつばちガール）   | Team E   |          |
| 1st | 2012年 9月19日 | 不會忘記這天的鐘聲 （） | 馬尾與髮圈 （ポニーテールとシュシュ） | Team E   |          |
| 1st | 2012年 9月19日 | 不會忘記這天的鐘聲 （） | 手牵手 （手をつなぎながら）     |          | [ 註 3 ] |

### AKB48單曲CD
|      | 發行 日期      | 單曲名稱 | 參與歌曲名稱                                                                                                   | 分隊名義        | 收錄 版本       | MV | 備註              |
| ---- | -------------- | --- | --- | --------------- | --------------- | -- | ----------------- |
| 27th | 2012年 2月15日 | 格子花紋 （ギンガムチェッ） | 那一天的風鈴 （あの日の風鈴）                                                                                              | Waiting Girls   | 劇場盤          |    |                   |
| 30th | 2013年 2月20日 | So long! | Waiting room                                                                                                   | Under Girls     | 全版本          | ★  |                   |
| 31st | 5月22日        | 再見自由式 （さよならクロール） | 玫瑰的果實 （バラの果実）                                                                                                | Under Girls     | 全版本          | ★  |                   |
| 33rd | 10月30日       | 真心電流 （） | 快速与动体视力 （快速と動体視力）                                                                                            | Under Girls     | 全版本 （除-B） | ★  |                   |
| 33rd | 10月30日       | 真心電流 （） | 细雪的悔悟 （細雪リグレット）                                                                                                | Team K          | Type-K          | ★  |                   |
| 34th | 12月11日       | 假如在悬铃木的路上对你说“我梦见了你的微笑”，我们的关系会怎么变化，我自己想了几天大概只能得出稍稍让人害羞的结论 （） | 假如在悬铃木的路上对你说“我梦见了你的微笑”，我们的关系会怎么变化，我自己想了几天大概只能得出稍稍让人害羞的结论 |                 | 全版本          | ★  | 首度获选AKB48选拔 |
| 34th | 12月11日       | 假如在悬铃木的路上对你说“我梦见了你的微笑”，我们的关系会怎么变化，我自己想了几天大概只能得出稍稍让人害羞的结论 （） | Escape | SKE48           | Type-S          | ★  |                   |
| 35th | 2014年 2月26日 | 勇往直前 （前しか向かねえ） | 早看穿你的謊言 （君の嘘を知っていた）                                                                                            | Beauty Giraffes | Type-A          | ★  |                   |
| 36th | 5月21日        | 拉布拉多尋回犬 （）                                                                                                 | 拉布拉多尋回犬                                                                                                 |                 | 全版本          | ★  |                   |
| 36th | 5月21日        | 拉布拉多尋回犬 （）                                                                                                 | 你如此任性 （君は気まぐれ）                                                                                                | Team A          | Type-A          | ★  |                   |

- 標註有「★」符號者表示該首歌曲有拍攝對應的MV，且古畑奈和也參與了影片拍攝。

### AKB48專輯CD
|     | 發行 日期      | 專輯名稱      | 參與歌曲名稱          | 分組名義                | 備註           |
| --- | -------------- | ------------- | --------------------- | ----------------------- | -------------- |
| 4th | 2012年 8月15日 | 1830m         | 藍天 不會寂寞嗎? （青空よ 寂しくないか?） | AKB48+SKE48+NMB48+HKT48 | 此曲为大合唱曲 |
| 5th | 2014年 1月22日 | 未來軌跡 （） | 10个硬币与面包 （10クローネとパン）   |                         |                |
| 5th | 2014年 1月22日 | 未來軌跡 （） | 共犯 （共犯者）             | Team K                  |                |

### 劇場公演
古畑是下列的公演小組曲（unit曲）的參與成員：
- SKE48 Team E 2nd Stage 「引體後空翻」（逆上がり）
  - 《爱之色》（爱の色）：古畑在2012年底SKE48劇場改裝完畢重新開幕後，正式開始參與Team E的公演，並且在《爱之色》一曲中，與上野圭澄、酒井萌衣、竹內舞、都築里佳與內山命等成員一同演出。
- SKE48 Team E 3rd Stage 「我的太阳」（僕の太陽）
  - 《不要叫我偶像》（アイドルなんて呼ばないで）：在SKE48组阁（将队伍打散重组）之后，古畑仍是Team E的成员，她在《不要叫我偶像》一曲中，與市野成美、菅奈奈子（日语：菅なな子）（)與山田澪花等成員一同演出。
  - 《暮蝉之恋》（ヒグラシノコイ）：当松井玲奈缺席公演时，古畑有时会代替她的位置，与东李苑对唱这一曲目。
  - 《爱的防卫》（愛しさのdefense）：当木下有希子缺席公演时，古畑曾在1月13日的公演中代替她完成了这首分组曲。
- AKB48 Team K Waiting公演
  - 《暮蝉之恋》：在2013年4月時宣佈將至AKB48兼任的古畑，在6月18日首次參與了AKB48的公演，正式成為大島Team K的一份子，並且與隊長大島優子共同演唱這首小組曲。這場公演也是Team K自2012年底時開始進行「Waiting公演」以來，首度更換小組曲歌單之後的第一場公演[8]。《暮蟬之戀》一曲，最早原本是高橋南與已經自AKB48畢業的增田有華兩人之小組曲。
- AKB48 Team K  Waiting 公演Ⅱ 最终钟声鸣响（最終ベルが鳴る）
  - 《初恋小偷》（初恋泥棒）：在2014年2月20日，古畑所兼任的Team K的Waiting公演更换了演目，由之前的混合不同公演的曲目变为完整的最终钟声鸣响公演。在这一公演中，古畑与北原里英及平田梨奈合作表演分组曲《初恋小偷》。
- AKB48 Team A  7th Stage 恋爱禁止条例（恋愛禁止条例）
  - 《盛夏的圣诞玫瑰》（真夏のクリスマスローズ）：在大组阁祭之后，古畑继续兼任AKB48，但兼任队伍由Team K变为了Team A。与入山杏奈、中村麻里子、松井咲子合作的《盛夏的圣诞玫瑰》是她在该场公演中负责的分组曲。
- SKE48 Team KII 5th Stage 「弹珠汽水的饮用方法」
  - 《十字架》（クロス）：更换所属队伍至Team KII的古畑在新公演中负责的是原本由高柳明音领衔的分组曲《十字架》。

## 媒體演出
電視劇
- 《AKB恐怖夜 腎上腺素之夜》第4集（朝日電視台製作、網路收視，2015年10月15日）- 飾 希（單篇主演）

電視動畫
- 《絆之Allele》（2023年）- 飾 Zoe[9]

## 外部連結
- SKE48官網個人介紹頁 （页面存档备份，存于）（日語）
- SKE48官方Blog「古畑奈和」 （页面存档备份，存于）（日語）
- 古畑奈和的X（前Twitter）（日語）